# Emmanuel Desurvire
Emmanuel B. Desurvire (7 de junho de 1955) é um físico francês.
Desurvire graduou-se em física na Universidade Pierre e Marie Curie em 1981. De 1981 a 1983 iniciou suas pesquisas na Universidade de Nice Sophia Antipolis, obtendo o doutorado em 1983.
Em 1998 foi agraciado com a Medalha Benjamin Franklin.

## Publicações selecionadas
- Amplification optique par effet Raman stimule dans les fibres optiques monomodes. Dissertation, 1983
- Erbium-doped fiber amplifiers. Principles and applications. Wiley, New York [u.a.] 1994, ISBN 	0-471-58977-2
- Erbium-doped fiber amplifiers. Device and system developments. Wiley-Interscience, New York 2002, ISBN 0-471-41903-6
- Wiley survival guide in global telecommunications. Wiley-Interscience, Hoboken, New Jersey 2004
  - Volume 1 Signaling principles, network protocols, and wireless systems. ISBN 0-471-44608-4
  - Volume 2 Broadband access, optical components and networks, and cryptography. ISBN 0-471-67520-2